# Oroklini-See
 Der Oroklini-See (griechisch Λίμνη Ορόκλινης) ist ein natürlich entstandener und salzhaltiger See nördlich der Stadt Larnaka im Bezirk Larnaka auf  Zypern, der etwa 660 Meter lang und 500 Meter breit ist. Außerdem ist es ein Natura-2000-Schutzgebiet mit dem Namen Limni Oroklinis.
Der See ist eines der sieben natürlichen Feuchtgebiete Zyperns und eines der drei, in denen die EU-Gesetzgebung Acquis communaitaire angewendet wird, und einer der wenigen auf Zypern gelegenen natürlichen Seen, die salzig bzw. halbsalzig sind. Es gibt nur vier andere:
- Paralimni-See
- Salzsee von Larnaka
- Salzsee von Limassol
- Athalassa-See

## Lage
Der See liegt etwa 9 bis 10 Kilometer von der Hafenstadt Larnaka und rund 500 Meter von der Bucht von Larnaka im Mittelmeer entfernt. Nördlich liegt der Ort Oroklini, nordwestlich der Ort Kellia und südwestlich die Stadt Livadia.

## Probleme
Es wird angenommen, dass alle kleinen Feuchtgebiete in Ländern wie Zypern durch den Klimawandel verschwinden bzw. austrocknen werden. Die Maßnahmen des Life-Projekts sollen durch eine langfristige Gewährleistung diese Probleme abmildern.

## Flora und Fauna
In der Umgebung des Oroklini-Sees finden über 190 Zugvögelarten ihren Zufluchtsort und etwa 30 davon nisten auch dort. Auch wichtige Vogelarten leben dort: zum einen der Spornkiebitz (Vanellus (Hoplopterus) spinosus), zum anderen der Stelzenläufer (Himantopus himantopus), aber auch die Zwergseeschwalbe (Sterna albifrons) und noch weitere. Dadurch wurde gemäß der europäischen Vogelschutzrichtlinie der Oroklini-See als besonderes Schutzgebiet eingestuft.
Allgemein wurde er zusätzlich gemäß der europäischen Habitatrichtlinie als Gebiet von gemeinschaftlicher Bedeutung für halophytische Vegetation eingestuft.